# Toledo (Cerro Largo)
Toledo es una localidad uruguaya del departamento de Cerro Largo, municipio de Fraile Muerto.

## Ubicación
La localidad se encuentra situada en la zona centro-sur del departamento de Cerro Largo, sobre las costas del arroyo Fraile Muerto, al norte del cerro del Eucalipto y al suroeste de la ciudad de Fraile Muerto.

## Población
De acuerdo al censo de 2011 la localidad contaba con una población de 132 habitantes.
| 217           | 181 | 100 | 125 | 139 | 132 |
| (Fuente: INE) |     |     |     |     |     |